# Plan d'eau de Remiremont
Le Plan d’eau de Remiremont est un petit lac artificiel sur la commune française située dans le département des Vosges et la région Grand Est. Au lieudit Lit d'eau, il est situé au confluent de la Moselle et de la Moselotte, dans un bassin hydraulique couvrant tout l’espace du Pays de Remiremont.

## Géographie
La configuration locale a été fortement modifiée par la construction de la déviation routière sur la rive gauche de la Moselle. L’extraction des matériaux pour cet ouvrage a permis de créer, en 1988, un plan d’eau de 5 hectares sur un espace global de 9 hectares 19 ares 05 centiares.

## Activités
Ce petit lac, géré par l'Office Municipal des Sports, Loisirs et Culture de Remiremont, est autant le rendez-vous des oiseaux migrateurs que des touristes en quête de verdure et de loisirs. Outre l’observation des oiseaux et la pêche (Truite fario en ruisseau / cyprinidés, carpes, tanches, gardons, brochet, perche dans le plan d’eau), de nombreuses activités sont proposées autour du plan d’eau : plongée, canoë-kayak, baignade (surveillée pendant les mois d’été), pétanque et planche à voile. 
Remiremont étant aussi une des portes du parc naturel régional des Ballons des Vosges créé par arrêté du 9 juin 1989, favorisant de nombreuses activités « nature » qui se sont développées sur l’ensemble des vallées.
Ces éléments positifs sont d’autant plus importants que, riche d’un patrimoine culturel diversifié et abondant, la Lorraine en assure l’étude et le porte à la connaissance du grand public en application de la loi du 13 août 2004 relative aux libertés et responsabilités locales,,
La préservation des paysages, les légendes, traditions populaires et réalités historiques étayées par des recherches documentaires et archéologiques et de nombreux circuits de randonnées ont renforcé l'attrait du Pays de remiremont balisés notamment par le « Club vosgien » et ont assuré aux différents sites des communes du "Pays de Remiremont" une notoriété certaine,
En outre, la diversification des activités des stations de sports d’hiver environnantes a généré un accroissement particulièrement important de la liste des stations de sports d'hiver des Vosges, activités touristiques qui profitent à toutes les communes des vallées. 
Remiremont, comme Saulxures-sur-Moselotte avec son « lac de la Moselotte » bénéficie par ailleurs de la richesse patrimoniale de la ville d’Épinal située à 28 km de là.
La voie verte des Hautes-Vosges, qui passe à proximité, a été créée en utilisant notamment l'ancienne voie ferrée  de la ligne d'Épinal à Bussang, qui desservait la haute vallée de la Moselle, quasiment jusqu’à la source de la Moselle,

## Événements
- Le carnaval Vénitien de Remiremont.
- Une richesse architecturale[11] favorisant les animations et la culture, car Remiremont était aussi la Cité des abbesses[12].